# پرومته ۱۸۰۹

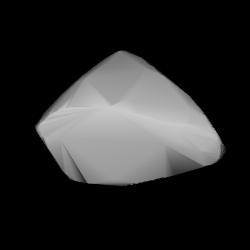
مدل سه‌بُعدی سیارک پرومته ۱۸۰۹ طبق منحنی نور آن

سیارک ۱۸۰۹ (به انگلیسی: 1809 Prometheus، نامگذاری:2522P-L) هزار و هشتصد و نهمین سیارک کشف شده‌است که در ۲۴ سپتامبر ۱۹۶۰ کشف شد.
قدر مطلق سیارک برابر ۱۲٫۱۰ است.